# Жить (фильм, 2022)
«Жить» (англ. Living) — британский художественный фильм 2022 года режиссёра Оливера Хермануса по сценарию Кадзуо Исигуро с Биллом Найи, Эйми Лу Вуд и Томом Берком в главных ролях. Новая обработка сюжета, использованного Акирой Куросавой в фильме 1952 года. Картина получила высокие оценки критиков, две номинации на «Оскар», ряд других наград и номинаций.

## Сюжет
Картина представляет собой новую версию сюжета, использованного Акирой Куросавой (а тот, в свою очередь, был вдохновлён повестью Льва Толстого «Смерть Ивана Ильича»). Действие происходит в Великобритании в 1953 году. Главный герой — пожилой чиновник мистер Уильямс, который узнаёт о смертельном диагнозе и пытается насыщенно прожить остаток жизни. Он добивается разрешения на создание детской площадки на месте дома, разрушенного бомбардировкой во время войны (до этого соответствующая инициатива долго путешествовала по бюрократическим инстанциям). 
Мистер Уильямс умирает вскоре после завершения строительства. Его коллега Уэйклинг приходит на площадку вскоре после похорон, и полицейский рассказывает ему, что видел там Уильямса незадолго до его смерти: Уильямс качался на качелях и напевал песню. Констебль чувствует себя виноватым из-за того, что позволил больному долго сидеть на холоде, но Уэйклинг утешает его, говоря, что Уильямс в тот момент наверняка был счастлив.

## В ролях
- Билл Найи — мистер Уильямс[1]
- Эйми Лу Вуд — мисс Маргарет Харрис
- Алекс Шарп — мистер Питер Уэйклинг
- Том Бёрк — мистер Сазерленд
- Эдриан Роулинс — мистер Миддлтон
- Оливер Крис — мистер Харт

## Создание и оценки
О начале работы над фильмом было объявлено в октябре 2020 года. Сценаристом стал Кадзуо Исигуро, главные роли получили Билл Найи и Эйми Лу Вуд. Съёмки прошли летом 2021 года в Великобритании.
Премьера картины состоялась 21 января 2022 года на кинофестивале «Сандэнс». 4 ноября фильм вышел в прокат в Великобритании, 23 декабря — в ограниченный прокат в США.
На сайте-агрегаторе отзывов Rotten Tomatoes рейтинг картины составил 96 из 100, на Metacritic — 81 из 100. Мэтт Золлер Сейтц (RogerEbert.com) охарактеризовал «Жить» как «не слишком хороший фильм» из-за затянутости и тенденции к зацикливанию «на почти невысказанной грусти Уильямса», но признал, что действие всё же вовлекает зрителя. Ричард Ропер (Chicago Sun-Times) оценил картину на три звезды из четырёх, написав, что Билл Найи «легко несёт фильм на своих худых плечах, напоминая нам, почему он является международным достоянием».
Фильм был номинирован на «Оскар» в категориях «Лучшая мужская роль» (Билл Найи) и «Лучший адаптированный сценарий» (Кадзуо Исигуро). Кроме того, он получил девять номинаций на «Премию британского независимого кино» (победил в одной), четыре номинации на премию «Спутник», три на «Премию Британской Академии в области кино», одну на «Золотой глобус», ряд других наград и номинаций.